# Dornberk
Dornberk – wieś w Słowenii, w gminie miejskiej Nova Gorica. W 2018 roku liczyła 799 mieszkańców. 